# Campeonato Europeo de Ciclismo en Pista de 2013
El IV Campeonato Europeo de Ciclismo en Pista se celebró en Apeldoorn (Países Bajos) entre el 18 y el 20 de octubre de 2013 bajo la organización de la Unión Europea de Ciclismo (UEC) y la Federación Neerlandesa de Ciclismo.
Las competiciones se realizaron en el velódromo Omnisport Apeldoorn de la ciudad neerlandesa. Fueron disputadas 13 pruebas, 7 masculinas y 6 femeninas.

## Medallistas

### Masculino
| Evento                          | Oro                                                                        | Plata                                                                                 | Bronce                                                                                |
| ------------------------------- | -------------------------------------------------------------------------- | ------------------------------------------------------------------------------------- | ------------------------------------------------------------------------------------- |
| Velocidad individual (19.10)    | Denis Dmitriyev · Rusia                                                    | Robert Förstemann · Alemania                                                          | Jason Kenny Reino Unido                                                               |
| Velocidad por equipos (18.10)   | Alemania · René Enders · Robert Förstemann · Maximilian Levy · 43,636      | Francia Grégory Baugé Michaël D'Almeida François Pervis 43,902                        | Rusia · Denis Dmitriyev · Andrei Kubeyev · Pavel Yakushevski · 44,537                 |
| Persecución por equipos (18.10) | Reino Unido Owain Doull Steven Burke Edward Clancy Andrew Tennant 4:02,258 | Rusia · Artur Yershov · Ivan Kovaliov · Yevgueni Kovaliov · Alexandr Serov · 4:02,460 | Países Bajos · Tim Veldt · Dion Beukeboom · Roy Eefting · Jenning Huizenga · 4:04,998 |
| Carrera por puntos (18.10)      | Elia Viviani · Italia · 76 pts.                                            | Thomas Boudat Francia 64 pts.                                                         | Eloy Teruel Rovira · España · 51 pts.                                                 |
| Keirin (20.10)                  | Maximilian Levy · Alemania                                                 | Jason Kenny Reino Unido                                                               | François Pervis Francia                                                               |
| Madison (20.10)                 | Elia Viviani · Liam Bertazzo · Italia · 21 pts.                            | David Muntaner Juaneda · Albert Torres Barceló · España · 20 pts.                     | Kenny De Ketele · Gijs Van Hoecke · Bélgica · 11 (-1) pts.                            |
| Ómnium (20.10)                  | Viktor Manakov · Rusia · 14 pts.                                           | Tim Veldt · Países Bajos · 29 pts.                                                    | Martyn Irvine Irlanda 40 pts.                                                         |

### Femenino
| Evento                          | Oro                                                                          | Plata                                                                                          | Bronce                                                                                         |
| ------------------------------- | ---------------------------------------------------------------------------- | ---------------------------------------------------------------------------------------------- | ---------------------------------------------------------------------------------------------- |
| Velocidad individual (19.10)    | Kristina Vogel · Alemania                                                    | Elis Ligtlee · Países Bajos                                                                    | Jessica Varnish Reino Unido                                                                    |
| Velocidad por equipos (18.10)   | Rusia · Yelena Brezhniva · Olga Streltsova · 33,563                          | Alemania · Kristina Vogel · Miriam Welte · 33,598                                              | Reino Unido Rebecca James Jessica Varnish 33,771                                               |
| Persecución por equipos (18.10) | Reino Unido Laura Trott Katie Archibald Elinor Barker Danielle King 4:26,556 | Polonia · Katarzyna Pawłowska · Edyta Jasińska · Eugenia Bujak · Małgorzata Wojtyra · 4:35,957 | Rusia · Alexandra Chekina · Yevgueniya Romaniuta · Gulnaz Badykova · Mariya Mishina · 4:34,491 |
| Carrera por puntos (18.10)      | Kirsten Wild · Países Bajos · 15 pts.                                        | Danielle King Reino Unido 14 pts.                                                              | Leire Olaberria · España · 13 pts.                                                             |
| Keirin (20.10)                  | Elis Ligtlee · Países Bajos                                                  | Kristina Vogel · Alemania                                                                      | Virginie Cueff Francia                                                                         |
| Ómnium (20.10)                  | Laura Trott Reino Unido 15 pts.                                              | Kirsten Wild · Países Bajos · 15 pts.                                                          | Jolien D'Hoore · Bélgica · 18 pts.                                                             |

## Medallero
| Núm. | País         | Oro | Plata | Bronce | Total |
| ---- | ------------ | --- | ----- | ------ | ----- |
| 1    | Alemania     | 3   | 3     | 0      | 6     |
| 2    | Reino Unido  | 3   | 2     | 3      | 8     |
| 3    | Rusia        | 3   | 1     | 2      | 6     |
| 4    | Países Bajos | 2   | 3     | 1      | 6     |
| 5    | Italia       | 2   | 0     | 0      | 2     |
| 6    | Francia      | 0   | 2     | 2      | 4     |
| 7    | España       | 0   | 1     | 2      | 3     |
| 8    | Polonia      | 0   | 1     | 0      | 1     |
| 9    | Bélgica      | 0   | 0     | 2      | 2     |
| 10   | Irlanda      | 0   | 0     | 1      | 1     |
|      | TOTAL        | 13  | 13    | 13     | 39    |